# 乳毛费莱
乳毛费莱（学名：Sedum aizoon var. scabrum）为景天科景天属下的一个变种。

## 扩展阅读
- 維基物種上的相關：乳毛费莱